# Anna-Lena Friedsam
Anna-Lena Friedsam (ur. 1 lutego 1994 w Neuwied) – niemiecka tenisistka.

## Kariera tenisowa
W zawodowych meczach zadebiutowała w kwietniu 2011 roku, na turnieju ITF w Bol, do którego dostała się dzięki przejściu kwalifikacji. W fazie głównej rozgrywek dotarła do finału, w którym przegrała z Ewelyn Mayr. Pierwszy sukces odniosła w marcu 2012 roku, wygrywając w Astanie. W sumie wygrała czternaście turniejów w grze pojedynczej i cztery w grze podwójnej rangi ITF.
W kwietniu 2012 roku otrzymała dziką kartę do udziału w kwalifikacjach turnieju WTA w Stuttgarcie, ale odpadła w drugiej rundzie, po przegranej z Kateryną Bondarenko.
We wrześniu 2012 roku osiągnęła drugą setkę światowego rankingu WTA, plasując się na 196. miejscu.
W sezonie 2013 osiągnęła finał deblowych zawodów kategorii WTA 125K series w Tajpej, w którym razem z Alison Van Uytvanck uległy parze Caroline Garcia–Jarosława Szwiedowa 3:6, 3:6.
W zawodach cyklu WTA Tour Niemka osiągnęła dwa finały w grze pojedynczej, w grze podwójnej natomiast zwyciężyła w trzech turniejach z siedmiu rozegranych finałów. Triumfowała też w jednym turnieju singlowym w cyklu WTA 125 z dwóch osiągniętych finałów, w deblu zaś brała udział w jednym finale w zawodach tej kategorii.

## Finały turniejów WTA
| Legenda                     | Legenda |
| --------------------------- | ------- |
| Wielki Szlem                |         |
| Igrzyska olimpijskie        |         |
| WTA Tour Championships      |         |
| 2009 – 2020                 |         |
| WTA Premier Mandatory       |         |
| WTA Premier 5               |         |
| WTA Premier                 |         |
| WTA International Series    |         |
| WTA 125K series (2012–2020) |         |
| od 2021                     |         |
| WTA 1000 (obowiązkowe)      |         |
| WTA 1000 (nieobowiązkowe)   |         |
| WTA 500                     |         |
| WTA 250                     |         |
| WTA 125                     |         |

### Gra pojedyncza 2 (0–2)
| Końcowy wynik | Nr | Data                 | Turniej | Nawierzchnia  | Przeciwniczka            | Wynik finału  |
| ------------- | -- | -------------------- | ------- | ------------- | ------------------------ | ------------- |
| Finalistka    | 1. | 18 października 2015 | Linz    | Twarda (hala) | Anastasija Pawluczenkowa | 4:6, 3:6      |
| Finalistka    | 2. | 8 marca 2020         | Lyon    | Twarda (hala) | Sofia Kenin              | 2:6, 6:4, 4:6 |

### Gra podwójna 8 (4–4)
| Końcowy wynik | Nr | Data                | Turniej     | Nawierzchnia   | Partnerka          | Przeciwniczki                                  | Wynik finału    |
| ------------- | -- | ------------------- | ----------- | -------------- | ------------------ | ---------------------------------------------- | --------------- |
| Finalistka    | 1. | 19 czerwca 2016     | Santa Ponça | Trawiasta      | Laura Siegemund    | Gabriela Dabrowski María José Martínez Sánchez | 4:6, 2:6        |
| Zwyciężczyni  | 1. | 28 kwietnia 2019    | Stuttgart   | Ceglana (hala) | Mona Barthel       | Anastasija Pawluczenkowa Lucie Šafářová        | 2:6, 6:3, 10–6  |
| Finalistka    | 2. | 20 września 2020    | Rzym        | Ceglana        | Raluca Olaru       | Hsieh Su-wei Barbora Strýcová                  | 2:6, 2:6        |
| Finalistka    | 3. | 10 kwietnia 2021    | Bogota      | Ceglana        | Mihaela Buzărnescu | Elixane Lechemia Ingrid Neel                   | 3:6, 4:6        |
| Zwyciężczyni  | 2. | 2 października 2021 | Nur-Sułtan  | Twarda (hala)  | Monica Niculescu   | Angielina Gabujewa Anastasija Zacharowa        | 6:2, 4:6, 10–5  |
| Zwyciężczyni  | 3. | 30 lipca 2022       | Warszawa    | Ceglana        | Anna Danilina      | Katarzyna Kawa Alicja Rosolska                 | 6:4, 5:7, 10–5  |
| Finalistka    | 4. | 12 lutego 2023      | Linz        | Twarda (hala)  | Nadija Kiczenok    | Nateła Dzałamidze Viktória Kužmová             | 6:4, 5:7, 10–12 |
| Zwyciężczyni  | 4. | 16 września 2023    | Osaka       | Twarda         | Nadija Kiczenok    | Anna Kalinska Julija Putincewa                 | 7:6(3), 6:3     |

## Finały turniejów WTA 125

### Gra pojedyncza 4 (1–3)
| Końcowy wynik | Nr | Data             | Turniej     | Nawierzchnia  | Przeciwniczka     | Wynik finału  |
| ------------- | -- | ---------------- | ----------- | ------------- | ----------------- | ------------- |
| Zwyciężczyni  | 1. | 6 września 2014  | Suzhou      | Twarda        | Duan Yingying     | 6:1, 6:3      |
| Finalistka    | 1. | 19 marca 2016    | San Antonio | Twarda        | Misaki Doi        | 4:6, 2:6      |
| Finalistka    | 2. | 6 listopada 2022 | Midland     | Twarda (hala) | Catherine McNally | 3:6, 2:6      |
| Finalistka    | 3. | 11 grudnia 2022  | Angers      | Twarda (hala) | Alycia Parks      | 4:6, 6:4, 4:6 |

### Gra podwójna 2 (0–2)
| Końcowy wynik | Nr | Data              | Turniej | Nawierzchnia    | Partnerka           | Przeciwniczki                       | Wynik finału |
| ------------- | -- | ----------------- | ------- | --------------- | ------------------- | ----------------------------------- | ------------ |
| Finalistka    | 1. | 10 listopada 2013 | Tajpej  | Dywanowa (hala) | Alison Van Uytvanck | Caroline Garcia Jarosława Szwiedowa | 3:6, 3:6     |
| Finalistka    | 2. | 5 listopada 2022  | Midland | Twarda (hala)   | Nadija Kiczenok     | Asia Muhammad Alycia Parks          | 2:6, 3:6     |

## Wygrane turnieje rangi ITF
| turnieje z pulą nagród 100 000 $ |
| turnieje z pulą nagród 75 000 $  |
| turnieje z pulą nagród 50 000 $  |
| turnieje z pulą nagród 25 000 $  |
| turnieje z pulą nagród 15 000 $  |
| turnieje z pulą nagród 10 000 $  |

|     | Data       | Turniej          | Kat. | ($)    | Naw.      | Finalistka                | Wynik            |
| 1.  | 17/03/2012 | Astana           | ITF  | 10 000 | twarda    | Jekatierina Jaszyna       | 6:4, 6:3         |
| 2.  | 26/05/2012 | Velenje          | ITF  | 10 000 | ziemna    | Agnese Zucchini           | 6:1, 6:3         |
| 3.  | 03/06/2012 | Maribor          | ITF  | 25 000 | ziemna    | Teliana Pereira           | 2:6, 7:6(1), 6:2 |
| 4.  | 17/06/2012 | Padwa            | ITF  | 25 000 | ziemna    | Corinna Dentoni           | 6:2, 6:2         |
| 5.  | 15/07/2012 | Aschaffenburg    | ITF  | 25 000 | ziemna    | Kathrin Wörle             | 6:4, 2:6, 6:4    |
| 6.  | 26/08/2012 | Charleroi        | ITF  | 25 000 | ziemna    | Angelique Van Der Meet    | 6:4, 7:6(5)      |
| 7.  | 24/03/2013 | Sunderland       | ITF  | 15 000 | twarda    | Alison Van Uytvanck       | 6:2, 7:6(4)      |
| 8.  | 01/09/2013 | Kazań            | ITF  | 50 000 | twarda    | Marta Sirotkina           | 6:2, 6:3         |
| 9.  | 15/09/2013 | Trabzon          | ITF  | 50 000 | twarda    | Julija Bejhelzimer        | 4:6, 6:3, 6:3    |
| 10. | 29/09/2013 | Loughborough     | ITF  | 25 000 | twarda    | Alison Van Uytvanck       | 6:3, 6:0         |
| 11. | 21/06/2015 | Ilkley           | ITF  | 50 000 | trawiasta | Magda Linette             | 5:7, 6:3, 6:1    |
| 12. | 12/11/2017 | Shrewsbury       | ITF  | 25 000 | twarda    | Lesley Pattinama Kerkhove | 6:4, 6:2         |
| 13. | 29/09/2019 | Roehampton       | ITF  | 25 000 | twarda    | Indy de Vroome            | 6:3, 6:3         |
| 14. | 26/01/2025 | Esch-sur-Alzette | ITF  | 35 000 | twarda    | Emily Appleton            | 3:6, 6:0, 7:5    |